# داتستال
داتستال (به آلمانی: Datzetal) یک شهر در آلمان است که در Mecklenburgische Seenplatte District واقع شده‌است. داتستال ۹۷۸ نفر جمعیت دارد.